# Rio (2011)
Rio é um filme americano de animação digital de 2011, dos gêneros musical e comédia, produzido pela 20th Century Fox Animation e pela Blue Sky Studios. Dirigido por Carlos Saldanha, o título refere-se ao município do Rio de Janeiro, localizado no Brasil, onde o filme é ambientado. O longa-metragem conta a história de Blu, uma arara-azul macho que é levada à cidade para acasalar com uma fêmea chamada Jade. O filme conta com as vozes de Jesse Eisenberg, Anne Hathaway, Leslie Mann, Rodrigo Santoro, Jemaine Clement, George Lopez, Tracy Morgan, will.i.am e Jamie Foxx.
Saldanha desenvolveu o primeiro conceito da história de Rio em 2005, onde envolvia um pinguim sendo levado pelas águas do mar até parar na cidade do Rio de Janeiro. Após ficar sabendo das produções de Happy Feet (2006) e Surf's Up (2007), Saldanha mudou o conceito para envolver araras em vez de pinguins em sua história. Ele propôs sua ideia a Chris Wedge em 2006 e o projeto foi desenvolvido nos estúdios da Blue Sky. O elenco principal de dublagem foi abordado em 2009. Durante a produção, a equipe visitou o Rio de Janeiro e também consultou um especialista em araras do Zoológico do Bronx para estudar seus movimentos.
Rio estreou em 22 de março de 2011 no bairro do Leblon, Rio de Janeiro, seguido por um lançamento nacional no Brasil em 8 de abril de 2011; nos Estados Unidos, o filme estreou em 15 de abril de 2011. Foi recebido com críticas positivas dos críticos de cinema, que elogiaram o visual, a dublagem e a música. O filme também foi um sucesso de bilheteria, arrecadando mais de US$ 143 milhões nos Estados Unidos e US$ 484 milhões em todo o mundo. Foi indicado ao Óscar de Melhor Canção Original pela música "Real in Rio" durante a 84.ª cerimônia. Uma sequência, Rio 2, foi lançada em 2014.

## Enredo
O filme começa numa floresta próxima ao Rio de Janeiro com vários pássaros cantando, enquanto um filhote de ararinha-azul se alegra com a cena, mas não consegue voar e cai do seu ninho. De repente, as aves são engaioladas e levadas para a cidade de Moose Lake, em Minnesota. A gaiola da ararinha-azul cai do caminhão, então uma garota chamada Linda leva o pássaro para sua casa, prometendo cuidar dele e o batizando de Blu. Quinze anos depois, um ornitólogo chamado Tulio Monteiro conhece Linda e diz que Blu é o último macho das ararinhas-azuis, portanto precisa fazê-lo acasalar no Rio de Janeiro com a última fêmea. De imediato, Linda rejeita a proposta, mas é convencida a preservar a espécie das ararinhas.
Blu conhece Jade, uma arara-azul fêmea ansiosa para fugir do aviário de Tulio, mas as ararinhas são raptadas por um órfão chamado Fernando que trabalha para um contrabandista chamado Marcel. Marcel pretende deixar o país para vender Jade e Blu. Nigel, sua cacatua de estimação, tem um rancor imenso por pássaros bonitos, devido a ser substituído em seu programa de televisão no auge de sua fama. Blu, entretanto, consegue escapar com Jade, mas ambos ficam presos um ao outro pelos pés e Blu não sabe voar. Fernando, que se arrepende de ter contribuído com os contrabandistas, ajuda Linda e Tulio a recuperar as araras, enquanto Blu e Jade conhecem o tucano Rafael, que aceita levá-los à casa de Luiz, seu amigo buldogue, para remover a corrente que prende as araras. Blu fracassa em aprender a voar, mas ele e Jade pegam uma carona de carro até a casa de Luiz. No caminho, encontram Nico e Pedro, um canário amarelo e um cardeal respectivamente, amigos de Rafael e fanáticos por samba.
Enquanto isso, Nigel convence um grupo de micos a encontrar as ararinhas-azuis e Fernando leva Linda e Tulio ao esconderijo dos contrabandistas, mas descobrem que as aves não estão mais ali. Blu e seus amigos escapam dos micos, usando o Bonde de Santa Teresa. Marcel, por outro lado, planeja passar pelo desfile carnavalesco para levar as araras até um aeroporto desativado, para não levantar suspeitas. Blu e Jade são finalmente libertos da corrente que os prendia, porém discutem e decidem seguir caminhos separados.
Pedro e Nico veem Nigel capturar Jade e contam para Blu e Rafael. Em seguida, todos vão ao desfile para resgatar Jade, e Linda e Tulio localizam os contrabandistas e também participam do desfile para resgatar as araras. Tulio e Linda perseguem os contrabandistas com um carro alegórico, no entanto os bandidos escapam com as ararinhas em um avião. Blu abre sua jaula e liberta seus amigos e as outras aves capturadas, contudo não escapa do avião por não saber voar. Com um extintor de incêndio, Blu coloca Nigel para fora do avião. Jade não voa por ter sido ferida na luta com Nigel e cai em direção à Baía de Guanabara, todavia Blu a salva e finalmente voa após ganhar um beijo de Jade.
Linda e Tulio se tornam um casal, adotam Fernando e organizam um santuário de aves, com Blu e Jade tendo três filhotes. Nigel sobrevive ao acidente que o fez perder a capacidade de voar e é ridicularizado por Mauro, o líder dos micos, enquanto Marcel e seus contrabandistas estão na cadeia.

## Elenco
- Jesse Eisenberg como Blu, uma arara bondosa e divertida que vai ao Rio de Janeiro para acasalar com uma fêmea com o intuito salvar sua espécie.
- Anne Hathaway como Jade, a única arara fêmea da espécie de Blu.
- George Lopez como Rafael, um tucano calmo e sábio que ajuda Blu a namorar Jade.
- Jemaine Clement como Nigel, uma cacatua sádica e principal antagonista do filme.
- Jake Toranzo Austin Syzmanski como Fernando, menino que mora em uma favela e que se torna amigo de Blu.
- Leslie Mann como Linda, a dona humana de Blu.
- Rodrigo Santoro como Túlio, um cientista humano de aves.
- Tracy Morgan como Luiz, um bulldog que vive em uma loja de motosserras. Rafael descreve-o como um profissional.
- Will.i.am como Pedro, um pássaro Galo-da-Campina que faz amizade com Blu, e lhe dá conselhos de como atrair Jade.
- Jamie Foxx como Nico, um canário amarelo, e melhor amigo de Pedro, que também faz amizade com Blu quando ele vai ao Rio de Janeiro.
- Wanda Sykes como Chloe, uma gansa e é irmã de Alice.
- Carlos Ponce, Jeff Garcia e Davi Vieira como Marcel, Tipa e Armando, os antagonistas secundários do filme. Eles são mestres de Nigel e estão planejando caçar e Blu e Jade por uma fortuna.
- Bebel Gilberto como Eva, uma tucana esposa de Rafael, que é muito ciumenta.
- Francisco Ramos como Mauro, o sagui chefe.
- Kate del Castillo, como Liz, um pavão.
- Jane Lynch como Alice, uma gansa que gosta de perturbar Blu.
- Owen Pearce, Ty Simpkins, Colin Baiocchi, Destiny Whitlock, Alina Foley e Taylor Geare como os tucanos Jake, Jack, John e Anna, Abby e Ariel.

## Produção
Carlos Saldanha teve a ideia do filme pela primeira vez em 2005, envolvendo um pinguim que seria levado da Antártida pelas águas do Oceano Atlântico até chegar nas praias de Ipanema; no entanto, a utilização de um pinguim foi alterada para uma arara depois que o diretor soube da produção de Happy Feet e Surf's Up, dois outros filmes de animação que também envolviam pinguins. Saldanha apresentou a ideia a Chris Wedge nos estúdios da Blue Sky em 2006. Saldanha mostrou aos animadores do estúdio mapas e livros do Brasil com marcos geográficos e medidas, a partir dos quais eles construíram uma versão digital da cidade do Rio de Janeiro. Posteriormente, um grupo de artistas da Blue Sky visitou o Rio para conhecer os diversos locais que a história do filme seria ambientada. Os animadores também se reuniram com um especialista em araras do Zoológico do Bronx para obter informações sobre os movimentos e personalidades da ave. O próprio Saldanha é um brasileiro nascido no Rio de Janeiro; o crescimento de Saldanha no estúdio após ele ter dirigido a segunda e terceira parte da série Ice Age foi um grande incentivo para a Blue Sky produzir Rio.
Os dubladores principais foram abordados em 2009. Neil Patrick Harris foi originalmente oferecido para dar voz a Blu, mas o ator tinha outros compromissos fora da produção; ele foi posteriormente substituído por Jesse Eisenberg. Eisenberg foi questionado durante as filmagens de A Rede Social se ele faria sua gravação de voz nos finais de semana, a qual ele concordou após ler o roteiro, dizendo: "Foi o antídoto perfeito para sair da mentalidade do meu personagem em A Rede Social que era tão severo e, de certa forma, tão triste". Eisenberg e Anne Hathaway, que dublou Jade, já haviam atuado juntos antes, quando ambos ainda eram adolescentes interpretando dois irmãos no programa de TV Get Real, de 1999. Hathaway afirmou em uma entrevista que não viu Eisenberg durante a produção de Rio, exceto "socialmente durante todo o processo", mas que estava "muito feliz por todo o seu sucesso".

### Trilha sonora
Para a parte musical, os produtores contrataram Sérgio Mendes para atuar como um "guia musical". Mendes, por sua vez, conseguiu entrar em contato com artistas como will.i.am e Carlinhos Brown para fornecer a música para o filme. John Powell, que trabalhou regularmente em outras produções anteriores da Blue Sky, forneceu a trilha sonora instrumental de Rio.

## Lançamento
A premiere mundial de Rio aconteceu no dia 22 de março de 2011, num cinema da rede Kinoplex localizado no bairro do Leblon, Rio de Janeiro, acompanhado de um lançamento nacional no Brasil no dia 8 de abril. Nos Estados Unidos, o filme estreou em 10 de abril de 2011 no Grauman's Chinese Theatre em Hollywood, Califórnia, sendo lançado amplamente em todo o país cinco dias depois.

### Marketing
Em abril de 2011, a empresa Oreo anunciou sua edição especial de bolachas com um creme azul em promoção do filme nos Estados Unidos. A promoção incluiu adesivos dentro de cada pacote dos biscoitos. Também foram anunciadas duas modalidades de concurso: primeiro, ao completar um álbum de figurinhas, o consumidor poderia ganhar três ingressos de cinema para o filme e combos médios de lanchonete; segundo, ao encontrar adesivos indicativos de vencedores em pacotes, o consumidor ganharia prêmios que incluíam uma viagem ao Rio de Janeiro, mochilas temáticas do filme, passes de cinema por um ano e um óculos 3D. A promoção terminou em 30 de maio de 2011. Esta promoção também esteve disponível no Equador, Peru e Colômbia.
Em 27 de janeiro de 2011, a Rovio Mobile anunciou uma parceria com a 20th Century Fox para promover o filme. O jogo Angry Birds Rio foi lançado em março de 2011 no Android Market e na Apple App Store contendo inicialmente cinquenta níveis; a Rovio lançou mais níveis ao longo de 2011. Além disso, a rede de restaurantes McDonald's fez uma promoção oferecendo "brinquedos cariocas" como brinde em seu McLanche Feliz.
Em fevereiro de 2011, a MPAA deu ao filme uma classificação "PG" alegando "humor levemente desagradável". Os produtores, descontentes com esta classificação, reenviaram uma versão editada do filme ao conselho de classificação um mês depois e a entidade mudou a censura do filme para "G".

## Recepção

### Bilheteria
Rio arrecadou US$ 143,6 milhões na América do Norte e US$ 341 milhões em outros territórios, totalizando US$ 484,6 milhões em todo o mundo, tornando-se o 13.º filme de maior bilheteria de 2011, o 107.º filme de maior bilheteria de todos os tempos até então. Foi o primeiro filme do ano a ultrapassar a marca de US$ 400 milhões de receita bruta internacional.
Nos Estados Unidos, o filme estreou com US$ 39,2 milhões no fim de semana de estreia, ficando em primeiro lugar nas bilheterias. Foi o maior fim de semana de abertura em abril para um filme de animação e o sexto maior em abril no geral. Em seu segundo fim de semana (durante a Páscoa), manteve o primeiro lugar nas bilheterias, caindo apenas 33% em sua receita, obtendo US$ 26,3 milhões, superando os lançamentos daquele fim de semana: Madea's Big Happy Family, com US$ 25,1 milhões; Water for Elephants, com US$ 16,8 milhões; e African Cats, com US$ 6 milhões, que ficaram em segundo, terceiro e sexto lugar, respectivamente. A receita doméstica de Rio de US$ 143,6 milhões fez do filme a segunda menor bilheteria interna da Blue Sky Studios na América do Norte na época, superando apenas Robots (2005).
No Brasil, onde o filme é ambientado em sua maior parte e país natal de Saldanha, Rio foi o maior lançamento de todos os tempos até então, com mais de 1.000 salas. Seu fim de semana de estreia bruto de US$ 8,4 milhões foi o maior de todos os tempos para um filme estadunidense no país (sendo ultrapassado um ano depois por Madagascar 3: Europe's Most Wanted). Em seu segundo fim de semana arrecadou US$ 7,2 milhões, caindo apenas 14% de sua receita em comparação ao dia da estreia. Uma semana depois, entregou o terceiro fim de semana de maior bilheteria da história, com US$ 6,3 milhões (uma queda de 12%). No final de seu circuito no Brasil, Rio conseguiu atrair 6,3 milhões de espectadores aos cinemas e terminou 2011 com um faturamento final de R$ 68,7 milhões (US$ 36,8 milhões), tornando-se a segunda maior receita do ano no país depois de The Twilight Saga: Breaking Dawn – Part 1.

### Crítica
O filme foi recebido com críticas positivas. O site agregador de críticas Rotten Tomatoes dá ao filme um índice de aprovação de 72% com base em 152 críticas, obtendo uma pontuação média de 6,4/10; o consenso do site diz: "Este filme simples atinge grandes alturas graças à sua paleta visual colorida, música cativante e performances vocais engraçadas". No Metacritic, Rio tem a pontuação 63/100 com base em 29 críticas, indicando "críticas geralmente favoráveis". O público entrevistado pelo CinemaScore deu ao filme uma nota média "A" em uma escala de "A+" a "F".
O crítico de cinema Owen Gleiberman da revista Entertainment Weekly deu ao filme uma nota "C"; ele elogiou a "animação carioca" e suas músicas, mas disse que o filme é "não tem o mesmo nível prazeroso da Pixar, embora seja um filme de frenética movimentada, recheada e criativa". Betsy Sharkey do jornal Los Angeles Times deu uma crítica positiva ao filme, elogiando sua ação cômica, elenco de voz e recursos visuais.

### Prêmios e indicações
Academy Awards
| Ano  | Categoria                            | Resultado |
| ---- | ------------------------------------ | --------- |
| 2012 | Melhor Canção Original - Real in Rio | Indicado  |

Kids Choice Awards
| Ano  | Categoria              | Resultado |
| ---- | ---------------------- | --------- |
| 2012 | Filme Animado Favorito | Indicado  |

People's Choice Awards
| Ano  | Categoria                                     | Resultado |
| ---- | --------------------------------------------- | --------- |
| 2012 | Voz de Filme Animado Favorito - Anne Hathaway | Indicado  |

Teen Choice Awards
| Ano  | Categoria                                     | Resultado |
| ---- | --------------------------------------------- | --------- |
| 2011 | Voz de Filme Animado Favorito - Anne Hathaway | Indicado  |

Annie Awards
| Ano  | Categoria                                          | Resultado |
| ---- | -------------------------------------------------- | --------- |
| 2012 | Melhor filme de Animação                           | Indicado  |
| 2012 | Animação de Personagem em uma Produção de recursos | Indicado  |
| 2012 | Melhor Filme de Animação em produção Animated      | Venceu    |
| 2012 | Direção/Produção de Animação - Carlos Saldanha     | Indicado  |
| 2012 | Designer de Produção Animada                       | Indicado  |
| 2012 | Voz de Filme Animado Favorito - Jemaine Clement    | Indicado  |

## Franquia expandida

### Jogo eletrônico
Um jogo eletrônico baseado no filme, desenvolvido pela THQ, foi lançado no dia 12 de abril de 2011 para PlayStation 3, Wii, Xbox 360 e Nintendo DS.

### Sequência
Uma sequência, intitulada Rio 2, foi lançada em 11 de abril de 2014. Carlos Saldanha, criador e diretor do primeiro filme, retornou para a sequência. Todo o elenco principal, incluindo Anne Hathaway, Jesse Eisenberg, Jemaine Clement, Jamie Foxx, will.i.am, Tracy Morgan, George Lopez, Jake T. Austin, Leslie Mann e Rodrigo Santoro, reprisaram seus papéis. O novo elenco inclui Andy García, Bruno Mars, Kristin Chenoweth, Rita Moreno, Amandla Stenberg, Rachel Crow, Pierce Gagnon e Natalie Morales. A sequência segue Blu, Jade e seus três filhos em uma aventura na Amazônia onde tentam viver como pássaros de verdade. Se tornou um sucesso comercial, embora tenha recebido críticas mistas.

### Spin-off
Em outubro de 2019, após a aquisição da 21st Century Fox pela Disney, foi relatado que um spin-off centrado nos personagens Nico e Pedro estava em desenvolvimento inicial para ser distribuído pelo Disney+. No entanto, após o fechamento da Blue Sky Studios em 2021, o destino do projeto ficou incerto.